# Ethan Laird
Ethan Laird, né le 5 août 2001 à Basingstoke en Angleterre, est un footballeur anglais qui évolue au poste d'arrière droit au Birmingham City.

## Biographie

### En club
Né à Basingstoke en Angleterre, Ethan Laird est formé par Manchester United. Il joue son premier match en professionnel le 28 novembre 2019, à l'occasion d'une rencontre de Ligue Europa face au FK Astana. Il est titularisé lors de ce match perdu par son équipe sur le score de deux buts à un,.
Le 8 janvier 2021, Ethan Laird est prêté jusqu'à la fin de la saison au MK Dons.
Le 16 août 2021, Laird est prêté à Swansea City, où il retrouve son ancien coach au MK Dons, Rusell Martin. Avec cette équipe il découvre le Championship, la deuxième division anglaise. Il joue son premier match pour Swansea dans cette compétition, le 17 août 2021 contre Stoke City. Il entre en jeu à la place de Joel Latibeaudiere et son équipe s'incline par trois buts à un.
Le 15 août 2022, Laird est de nouveau prêté, cette fois aux Queens Park Rangers pour une saison.
Le 30 juin 2023, Ethan Laird quitte définitivement Manchester United pour s'engager en faveur de Birmingham City. Il signe un contrat de trois ans, soit jusqu'en juin 2026,.
Il joue son premier match pour Birmingham City le 5 août 2023, jour de ses 22 ans, lors de la première journée de la saison 2023-2024 de Championship face à Swansea City. Il est titularisé et les deux équipes se neutralisent (1-1 score final).

### En sélection
Ethan Laird représente l'équipe d'Angleterre des moins de 17 ans. Avec cette sélection il participe au championnat d'Europe des moins de 17 ans en 2018. Il est titulaire au poste de défenseur central dans ce tournoi.
Ethan Laird compte trois sélections avec l'équipe d'Angleterre des moins de 19 ans, toutes obtenues en 2019. Il marque également un but contre la Bosnie-Herzégovine le 19 novembre 2019 (victoire 1-4 de l'Angleterre).

### En club
Birmingham City
- League One (1) :
  - Champion : 2024-25
- EFL Trophy
  - Finaliste : 2025